# 나의 피코 (애니메이션)
나의 피코는 나의 피코 시리즈 중 1편이다. 2006년 9월 7일에 소프트 온 디맨드에서 발매된 성인용 OVA이다.